# Прикащецкое
Прикащецкое — деревня в Сергиево-Посадском городском округе Московской области, в составе муниципального образования Сельское поселение Шеметовское (до 29 ноября 2006 года входила в состав Константиновского сельского округа).

## Население
| 2002 | 2006 | 2010 |
| ---- | ---- | ---- |
| 12   | ↗13  | ↘5   |

## География
Прикащецкое расположено примерно в 35 км (по шоссе) на север от Сергиева Посада, на правом берегу реки Богач (левый приток реки Дубны), высота центра деревни над уровнем моря — 182 м.